# Rawan Barakat
Rawan Ayman Ibrahim Barakat (* 17. Juli 2001) ist eine ägyptische Leichtathletin, die sich auf den Hammerwurf spezialisiert hat.

## Sportliche Laufbahn
Erste internationale Erfahrungen sammelte Rawan Barakat bei den Jugend-Afrikaspielen 2018 in Algier, bei denen sie mit 69,16 m die Goldmedaille gewann, womit sie sich für die Olympischen Jugendspiele in Buenos Aires qualifizierte, bei denen sie die Silbermedaille gewann. Im Jahr darauf siegte sie mit 65,90 m bei den Arabischen Meisterschaften in Kairo sowie mit 60,83 m bei den Juniorenafrikameisterschaften in Abidjan. Ende August nahm sie erstmals an den Afrikaspielen in Rabat teil und belegte dort mit 61,17 m den fünften Platz. 2021 gewann sie bei den Arabischen Meisterschaften in Radès mit 62,23 m die Silbermedaille hinter der Algerierin Zouina Bouzebra und im Jahr darauf sicherte sie sich bei den Afrikameisterschaften in Port Louis mit 62,67 m die Bronzemedaille hinter der Nigerianerin Oyesade Olatoye und Bouzebra aus Algerien. Anschließend belegte sie bei den Mittelmeerspielen in Oran mit 64,28 m den sechsten Platz. Im September gewann sie bei den U23-Mittelmeer-Meisterschaften in Pescara mit 62,16 m die Bronzemedaille hinter der Italienerin Rachele Mori und Natalia Sánchez aus Spanien. 2023 siegte sie mit 60,25 m bei den erstmals ausgetragenen Arabischen U23-Meisterschaften in Radès, ehe sie auch bei den Arabischen Meisterschaften in Marrakesch mit 63,47 m die Goldmedaille gewann. 2024 belegte sie bei den Afrikaspielen in Accra mit 60,82 m den fünften Platz und im Jahr darauf gewann sie bei den Arabischen Meisterschaften in Oran mit 64,25 m die Silbermedaille hinter der Algerierin Zahra Tatar. Anschließend verpasste sie bei den World University Games in Bochum mit 62,82 m den Finaleinzug.
In den Jahren 2018 und 2019 sowie von 2021 bis 2025 wurde Barakat ägyptische Meisterin im Hammerwurf.